# جئیرلی (حاجی‌قبول)
جئیرلی (به لاتین: Cəyirli) یک منطقه مسکونی در جمهوری آذربایجان است که در شهرستان حاجی‌قبول واقع شده است.